# Medal Orderu „Za Zasługi dla Litwy”
Medal Orderu „Za Zasługi dla Litwy” (lit. Ordino „Už nuopelnus Lietuvai“ medalis) – jedno z najnowszych odznaczeń litewskich ustanowione wraz z Orderem „Za Zasługi dla Litwy” w 2002 jako wyróżnienie dla osób, które zasłużyły się dla Państwa Litewskiego.

## Opis odznaki
Odznaką Medalu Orderu „Za Zasługi dla Litwy” jest okrągły medal ze srebra z wyobrażeniem Orderu „Za Zasługi dla Litwy” na promienistym tle. Na rewersie medalu znajduje się łacińska inskrypcja PRO/LITUANIA (Dla Litwy) i data „2002”, a pod nią dwie gałązki laurowe. Medal zawieszany jest na klamrze umocowanej na wstążce ze szkarłatnej mory z bordiurą w kolorach narodowych Litwy. Szerokość wstążki 32 mm. Na baretce umieszcza się srebrzone okucie w kształcie trójliścia, w celu odróżnienia od baretki Krzyża Kawalerskego Orderu „Za Zasługi dla Litwy”.